# Pont del Diable (Cardona)
|  | Per a altres significats, vegeu «Pont del Diable». |

El Pont del Diable, o pont Trencat, és un pont inacabat vora la vila de Cardona, sobre el riu Cardener, afluent del Llobregat. Forma part del conjunt del Camí de Sant Jaume. Va ser declarat Bé Cultural d'Interès Nacional el 1962. És a la partida del terme conegut com a Tavernoles, al costat mateix del conjunt industrial de la Costa.

## Descripció
El configuren dos arcs de diversa amplada i alçada, que reposen sobre roques de llit de riu, la qual cosa l'obliga a descriure un angle obtús. El pont conserva tallamars pel costat on baixen les aigües i els seus dos arcs són de factura i carreuatge regular, ben escairat. Tenint en compte l'aparell del pont, hom pot datar-lo entorn del segle xv.
Les dues arcades mesuren 59,25 metres de llargària, tenint la més gran 25,50 m de diàmetre, 24,30 m d'alçada i 1 m de gruix. L'altra mesura 15,80 metres de diàmetre, 21,50 m d'alçada i 1 m de gruix. Les dues arcades descriuen un angle obtús entre elles pel fet que reposen sobre roques de llit de riu. Està construït a base de carreus quadrangulars disposats en fileres horitzontals i lligats amb morter de calç. Al peu de la part interna del suport dels arcs es destaca una motllura exempta correguda.

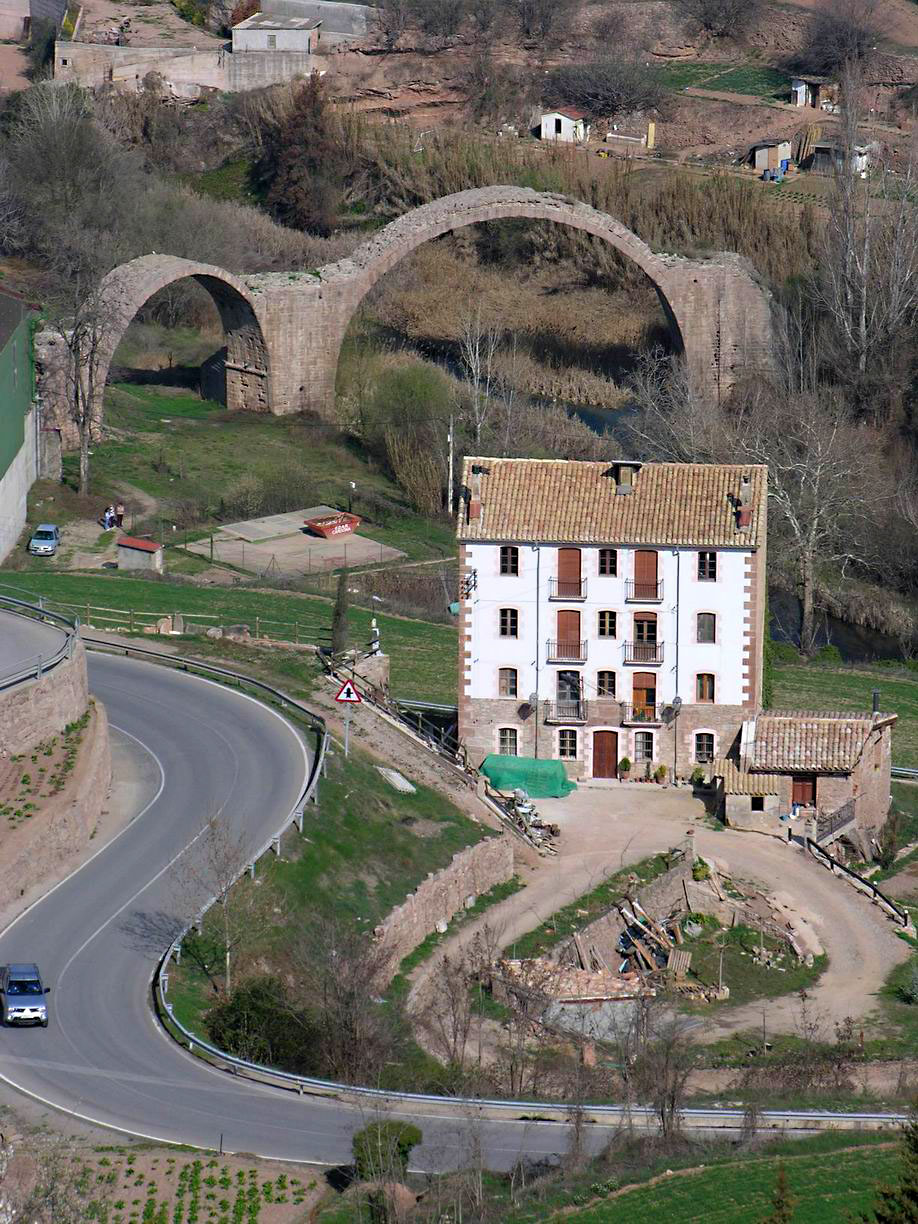
El pont vist des del castell de Cardona

## Història
Tot i ser una construcció de la primera meitat del segle xv, Antoni de Bofarull a Historia crítica (civil y eclesiástica) de Cataluña (1876-78) situa el pont en etapa romana. La primera dada del pont és del 28 d'octubre del 1424 quan, reunits en un concili l'arquebisbe de Tarragona, els bisbes de Lleida, Girona, Urgell, Tortosa i el patriarca de Jerusalem, van manar que quatre nuncis anessin a aplegar almoines per l'obra d'aquest pont en les parròquies de les diferents diòcesis. En aquest document consta que el comte de Cardona Joan Ramon Folc I i la universitat de la vila, davant el perillós pas que representava el Cardener pels romeus que d'arreu anaven al Monestir de Montserrat, la Basílica del Pilar de Saragossa i Santiago de Compostel·la, es van adreçar a l'esmentat concili perquè els fidels ajudessin amb les seves almoines a la construcció del pont.
No hi ha consens si els dos arcs del pont són fruit del fet que l'obra és inacabada o que una crescuda sobtada del Cardener s'endugué la part que manca. Pau Piferrer i Francesc Pi i Margall recullen una explicació popular segons la qual els ducs de Cardona construïren el pont amb l'objectiu de fer pagar pontatge, fet que hauria indignat els cardonins, que haurien enrunat la part que manca com a mostra de rebuig. Hom creu que el pont del Diable podria haver tingut uns cinc o sis arcs.
La construcció del pont ajudà a millorar els lligams entre la plana agrícola de la Coromina amb Cardona. Després del pont del Diable, es construí a Cardona el pont de Sant Joan. Serra i Vilaró documenta la Partida del Pont Nou, vers Tavèrnoles, l'any 1607. Igualment en el Llibre de la Comunitat de Sant Miquel, el trobem esmentat l'any 1664. En el plànol elaborat per Mr. Tindal's explicant el setge de Cardona l'any 1711 durant la Guerra de Successió, el pont apareix amb el nom de Devil's Bridge.
En un gravat fet l'any 1889 i publicat a l'obra de Ramon Gayà Massot, es pot veure el pont del Diable al costat del molí de la Costa i del pont de Sant Joan.